# Sarre (Kent)
Pour les articles homonymes, voir Sarre.
Sarre est une paroisse civile et un village du Kent, en Angleterre.